# 列型空間
数学の位相空間論関連分野における列型空間（れつけいくうかん、れつがたくうかん、英: sequential space; 列状空間、列性空間）とは、開集合と閉集合が点列の収束で特徴づけられる位相空間のことである。この空間上で定義された関数の連続性もまた、点列の収束性で特徴づけられる。しかし列型空間であっても閉包の概念は点列の収束で特徴づけられるとは限らず、これが可能な列型空間をフレシェ・ウリゾーン空間という。
位相空間が列型空間である必要十分条件はその空間が第一可算公理を満たす空間の商空間となることである。
空間にこうした可算性に関する条件が必要となるのは点列の概念がそもそも可算な全順序列として定義されているからであり、点列から可算性と全順序性の束縛を外した概念である有向点族の概念を用いれば空間に仮定を置くことなく収束で位相構造を特徴づけられる。
任意の列型空間は可算緊密性を持つ。

## 定義
以下 X を位相空間とする。 
- X の部分集合 U が点列開 (sequentially open) であるとは、U 内の点に収束する X 内の各点列 (xn) が U にほとんど含まれる (eventually in) ときに言う。即ち、適当な自然数 N が存在して、xn ∈ U が n ≥ N なるすべての自然数 n に対して成り立つ。
- X の部分集合 F が点列閉 (sequentially closed) であるとは、F 内の点列 (xn) が何らかの点 x に収束する限りにおいて必ず、その極限点 x は F に属することを言う。

点列開集合の補集合は点列閉であり、逆もまた成り立つ。X における任意の開集合は点列開であり、また任意の閉集合は点列閉であるが、逆は一般には正しくない。
列型空間は以下の同値な条件のうちの一つ、従って全部を満たす空間 X をいう。
1. X の任意の点列開集合は開である。
2. X の任意の点列閉集合は閉である。

## 列閉包
位相空間 X の部分集合 A が与えられたとき、A の列包あるいは列閉包 (sequential closure) [A]seq とは
{\displaystyle [A]_{\text{seq}}=\{x\in X:\{a_{n}\}\to x,a_{n}\in A\}}
で与えられる X の部分集合、即ち A 内の適当な収束点列の極限点となりうる X の点 x 全体の成す集合を言う。写像 
{\displaystyle [\;]_{\text{seq}}\colon A\mapsto [A]_{\text{seq}}}
を列閉包作用素 (sequential closure operator) と言う。 
列閉包作用素は任意の A 、"B"⊂ X について以下を満たす。 ここで{\displaystyle {\overline {A}}}は A の通常の閉包である。
- {\displaystyle A\subset [A]_{\text{seq}}\subset {\overline {A}}}
- {\displaystyle [\varnothing ]_{\text{seq}}=\varnothing }
- {\displaystyle [A\cup B]_{\text{seq}}=[A]_{\text{seq}}\cup [B]_{\text{seq}}}

すなわち列閉包作用素はクラトフスキーの公理（＝閉包作用素による位相の特徴づけ）の4条件のうち3つを満たす。
しかし4番目の条件である冪等性は一般には満たされない。即ち、X の部分集合 A で
{\displaystyle [A]_{\text{seq}}\subsetneq [[A]_{\text{seq}}]_{\text{seq}}}
となるものが（X が列型であるときでさえ）存在しうる。

## フレシェ・ウリゾーン空間
列閉包が通常の閉包と一致するような位相空間はフレシェ・ウリゾーン空間 (Fréchet–Urysohn spaces) と呼ばれる（モーリス・フレシェおよびパベル・ウリゾーンに因む）。つまりそこでは任意の A ⊂ X について
{\displaystyle [A]_{\text{seq}}={\overline {A}}}
が成り立つ。与えられた空間がフレシェ・ウリゾーンであるための必要十分条件は、その任意の部分空間が列型となることである。任意の第一可算空間はフレシェ・ウリゾーンである。

## 歴史
所定の性質を満たす空間の研究自体は古くから暗にあったが、きちんとした列型空間の定義が与えられたのは本を糺せば S. P. Franklin (1965) によるもので、「収束列に関する事実のみからその位相が完全に特定されるような位相空間のクラスはどういうものか」という問題の詳細な研究において為された。 フランクリンは任意の第一可算空間がその収束列に関する事実のみから特定できることに注目し、それ故第一可算空間の持つ抽象的性質がそこでもやはり満たされるようなものとして、当所の定義に到達した。

## 例
任意の第一可算空間は列型であり、従って第二可算空間、距離空間、離散空間なども列型である。より自明でない例は後述する圏論的性質を用いて作ることができる 例えば任意のCW複体は距離空間の商と見れば列型とわかる。
第一可算でない列型空間も存在する。一例として、実数直線 R において整数全体の成す集合 Z を一点に潰した商位相空間など。
補可算位相を備えた非可算集合は列型でない空間の例を与える。そのような空間における任意の収束列はほとんど定数 (eventually constant) であり、したがって任意の部分集合は点列開だが、補可算位相は離散位相でない。実は非可算集合上の補可算位相は「列離散」("sequentially discrete") と呼ばれることがある。

## 列型空間の特徴づけ
位相空間 X が列型であることと同値な条件が多く知られている。いくつか挙げれば、
- X は第一可算空間の商である。
- X は距離空間の商である。
- 任意の位相空間 Y と写像 f: X → Y について、f が連続写像となることと、x に収束する X 内の点列 (xn) に対して点列 (f(xn)) は必ず f(x) に収束することとが同値になる。

など。最後の同値な条件からは、列型空間のクラスがちょうど、空間内の収束列によって位相構造が決定されるような空間すべてからなるものになっていることが理解できる。

## 圏論的性質
位相空間の圏 Top の充満部分圏として列型空間の圏 Seq は、Top における演算 
- 商
- 開連続像または閉連続像
- 和
- 帰納極限
- 開部分空間および閉部分空間

について閉じている。また Seq は Top の演算
- 連続像
- 部分空間
- 積

に関しては閉じていない。
位相的な和と商について閉じていることから、列型空間の全体 Seq は位相空間の圏 Top の余反射的部分圏を成す。実は、Seq は距離化可能空間の圏の余反射包（つまり、距離化可能空間の圏を含み、和と商に関して閉じているような位相空間のクラスのうち最小のもの）である。
部分圏 Seq は自身の持つ積（Top におけるものとは異なる）に関してデカルト閉圏を成す。Seq の配置対象には収束列開位相 ((convergent sequence)-open topology) が入る。 P.I. Booth & A. Tillotson (1980) は圏 Seq が、対象として距離空間やCW複体、可微分多様体などの位相空間をすべて含む最小の Top のデカルト閉部分圏で、余極限や商について閉じていること、およびノーマン・スティーンロッドが「便利な」("convenient") と呼称した「ある種の有用な恒等式」を満たすことなどを示した。